# (37742) 1996 WB2
1996 WB2 (asteroide 37742) é um asteroide da cintura principal. Possui uma excentricidade de 0.18310490 e uma inclinação de 3.06144º.
Este asteroide foi descoberto no dia 30 de novembro de 1996 por Luciano Lai em Dossobuono.